# Soungoutou Magassa
Soungoutou Magassa (Stains, 8 de outubro de 2003) é um futebolista francês que atua como meio-campista. Atualmente joga pelo Monaco.

## Carreira
Soungoutou Magassa nasceu em Stains, Seine-Saint-Denis, jogando futebol em vários clubes francilianos antes de ingressar na academia do Monaco em 2018.
Magassa assinou seu primeiro contrato profissional com o Mônaco em abril de 2021, escolhendo-o entre outros clubes de alto nível que buscavam contratá-lo, incluindo Roma e Milan. Ele fez sua estreia profissional pelo Mônaco em 2 de janeiro de 2022, substituindo Wissam Ben Yedder durante uma vitória fora de casa por 3 a 1 da Coupe de France sobre Quevilly-Rouen nas oitavas de final.
De ascendência maliana, Soungoutou Magassa é elegível para as seleções francesa e maliana. Ele foi convocado para a seleção sub-20 da França para a Copa do Mundo Sub-20 da FIFA de 2023.

## Títulos
França sub-23
- Jogos Olímpicos: 2024 (medalha de prata)[11]